# Vienna Center
Vienna Center ist ein Census-designated place (CDP) in Trumbull County im US-Bundesstaat Ohio mit 622 Einwohnern. (Stand: 2020)

## Geographie
Umgeben wird Vienna Center von Cortland im Norden, von Farrell im Osten, von Youngstown im Süden und von Warren im Westen.

## Persönlichkeiten
- John Hutchins (1812–1891), Politiker
- Alphonso Hart (1830–1910), Politiker
- Frank Stranahan (1864–1929), Kaufmann, Bankier und Großgrundbesitzer